# Casa Stefan Zweig

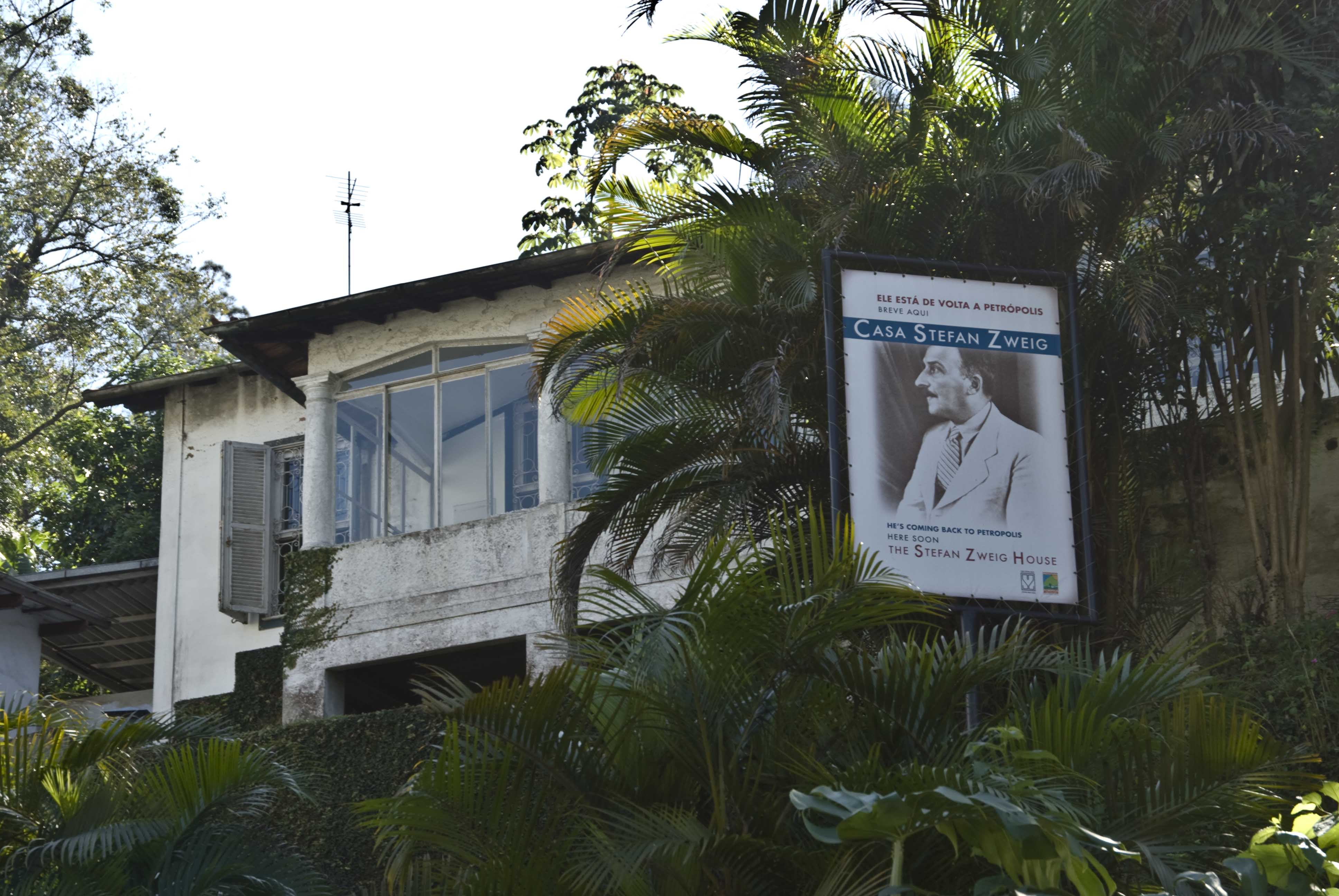
Casa Stefan Zweig.

La Casa Stefan Zweig es una asociación privada sin ánimo de lucro fundada en 2006, cuyo objetivo fue la creación de un museo dedicado a Stefan Zweig en la casa que fue su última residencia en Petrópolis (Brasil). La casa museo se abrió al público en 2012 y se ubica en la rua Gonçalves Dias número 34 en el barrio de Valparaíso.
La casa fue comprada por la sociedad Casa Stefan Zweig, para crear un museo conmemorativo dedicado no sólo a Stefan Zweig sino también a los artistas, intelectuales, científicos y demás europeos dedicados a las artes, la cultura y las ciencias, que huyeron del nazismo a Brasil durante la Segunda Guerra Mundial. El museo contiene una biblioteca con todas las obras de y sobre Stefan Zweig, así como una videoteca, fototeca y una pequeña sala de conferencias. 
Desde la inauguración del museo se intenta crear un centro cultural a la altura de las expectativas. La instalación de dos búngalos en la propiedad apoya esta exigencia. Estos búngalos se utilizan para exposiciones, lecturas, discusiones, presentaciones, proyectos cinematográficos y entrevistas para dar a conocer la obra de Stefan Zweig y de las personas que se exiliaron a Brasil entre 1933 y 1945.
El presidente de la sociedad Casa Stefan Zweig es el periodista brasileño y biógrafo de Stefan Zweig, Alberto Dines. Su trabajo fue reconocido por el Servicio Austriaco en el Extranjero quien le otorgó en el año 2006 el premio Austrian Holocaust Memorial Award (AHMA).
El Servicio Austriaco de la Memoria, quien trabaja en el contexto del Servicio Austriaco en el Extranjero enviando voluntarios a diferentes instituciones conmemorativas del holocausto, apoya el proyecto del museo desde 2008, año en el que destinó su primer voluntario a la Casa Stefan Zweig.